# Al-Madehleh
Al-Madehleh (tiếng Ả Rập: المدحلة) là một ngôi làng Syria ở huyện Tartus thuộc tỉnh Tartus. Theo Cục Thống kê Trung ương Syria (CBS), Al-Madehleh có dân số 788 người trong cuộc điều tra dân số năm 2004.

## Những người đáng chú ý
- Assef Shawkat, cựu giám đốc của Cục Tình báo Quân đội.